# Перенчук Олександр Іванович
Олександр Іванович Перенчук (нар. 30 січня 1966, Українська РСР) — український футболіст, захисник.

## Життєпис
Футбольну кар'єру розпочав у 1991 році в аматорському колективі «Сула» (Лубни), яка виступала в чемпіонаті Полтавської області. Намступного року підписав свій перший професіональний контракт, з «Россю». Дебютував у футболці білоцерківського клубу 3 травня 1992 року в переможному (3:0) домашньому поєдинку 13-о туру підгрупи 2 Першої ліги проти очаківської «Артанії». Олександр вийшов на поле на 3-й хвилині, замінивши Володимира Герасимця. Дебютним голом за «Рось» відзначився 21 червня 1992 року на 72-й хвилині переможного (4:0) домашнього поєдинку 26-о туру підгрупи 2 Першої ліги проти донецького «Шахтаря-2». Перенчук вийшов на поле в стартовому складі та відіграв увесь матч. У складі білоцерківського клубу в Першій лізі зіграв 35 матчів та відзначився 4-а голами, ще 2 поєдинки провів у кубку України.
Навесні 1993 року приєднався до «Хіміка». Дебютував за сєвєродонецьку команду 23 березня 1993 року в нічийному (0:0) домашньому поєдинку кубку України проти запорізького «Торпедо». Олександр вийшов на поле в стартовому складі та відіграв увесь матч. У першій лізі вперше зіграв за «хіміків» 27 березня 1993 року в програному (061) виїзному поєдинку 23-о туру проти франківського «Прикарпаття». Перенчук вийшов на поле в стартовому складі та відіграв увесь матч. Дебютним голом за сєвєродонецьку команду відзначився 2 червня 1993 року на 27-й хвилині (реалізував пенальті) переможного (2:0) виїзного поєдинку 37-о туру Першої ліги проти павлоградського «Шахтаря». Олександр вийшов на поле в стартовому складі та відіграв увесь матч. У футболці «Хіміка» в першій лізі зіграв 39 матчів та відзначився 2-а голами, ще 3 поєдинки провів у кубку України. Також у 1993 році нетривалий період часу захищав кольори «Коростеня» (1 матч).
Під час зимової перерви сезону 1993/94 років приєднався до третьолігової «Ниви» (Миронівка). Наступного сезону допоміг команді стати срібним призером та вибороти путівку до Другої ліги. Дебютним голом за миронівський колектив відзначився 29 серпня 1995 року на 70-й хвилині переможного (2:1) домашнього поєдинку 7-о туру групи А Другої ліги проти білоцерківської «Трансімпекс-Росі». Перенчук вийшов на поле в стартовому складі та відіграв увесь матч У «Ниві-Космос» відіграв два з половиною сезони, за цей час у чемпіонатах України зіграв 84 матчі та відзначився 2-а голами, ще 4 матчі (4 голи) зіграв у кубку України. При чому в сезоні 1995/96 років у кубку країни відзначився 4-а голами й разом з Олександром Паляницею та Олександром Ігнатьєвим розділив звання найкращого бомбардиру турніру.
Напередодні старту сезону 1996/97 років приєднався до «Факела». Дебютував за варвинський колектив 10 серпня 1996 року в програному (0:4) виїзному поєдинку 1-о туру групи А Другої ліги проти столичної «Оболоні-ППО». Олександр вийшов на поле в стартовому складі та відіграв увесь матч. Дебютним голом за «Факел» відзначився 18 вересня 1997 року на 17-й хвилині переможного (2:1) домашнього поєдинку 10-о туру групи В Другої ліги проти донецького «Металурга-2». Перенчук вийшов на поле в стартовому складі та відіграв увесь матч, а на 89-й хвилині отримав жовту картку. У складі «Факела» відіграв два сезони, за цей час у Другій лізі зіграв 50 матчів та відзначився 4-а голами, ще 1 матч зіграв у кубку України. Після розформування «Факела» виступав в аматорському чемпіонаті України (11 матчів) за новостворений ГПЗ (Варва). Напередодні старту сезону 1998/99 років підписав контракт з «Папірником». Дебютував за малинський клуб 15 серпня 1998 року в нічийному (0:0) виїзному поєдинку 3-о туру групи А Другої ліги проти «Системи-Борекс». Перенчук вийшов на поле в стартовому складі та відіграв увесь матч. У складі «Папірника» Потім виступав у чемпіонаті Полтавської області за «Сулу» (8 матчів, 2 голи). Наступного року перейшов у столичне «Дніпро» (8 матчів, 1 гол). Футбольну кар'єр завершив у 2003 році в клубі «Буча-КЛО» (10 поєдинків).

## Досягнення

### Командні
«Нива» (Миронівка)
- Третя ліга України
  -  Срібний призер (1): 1994/95

«Факел» (Варва)
- Друга ліга України
  -  Срібний призер (2): 1996/97 (Група А), 1997/98 (Група В)

### Особисті
«Нива» (Миронівка)
- Найкращий бомбардир кубку України 1995/96 (разом з Олександром Паляницею та Олександром Ігнатьєвим)